# 元史類編
元史类编（又名《续弘简录元史类编》），清人邵远平着。1693年成书，1699年刊印，全书共42卷，是最早研究元朝的历史书籍之一。

## 背景
元史类编又称《续弘简录》、《续弘简录元史类编》。清康熙年间，邵远平于翰林院编撰元朝历史。1693年成书，1699年刊印官方史书。因其高祖父邵经邦曾写过《弘简录》，此书得名《续弘简录》。
邵远平在编撰时以《元史》为基础，取用《经世大典》、《元典章》、《元文类》等相关元朝史籍重新编排并成书，全书共42卷。